# マジック王国
『マジック王国』（マジックおうこく）は、テレビ東京系列局ほかで放送されていたテレビ東京製作のマジックを主体とする子供向けバラエティ番組である。全26回。テレビ東京系列局と岐阜放送では2001年4月5日から同年9月27日まで、毎週木曜 18:30 - 19:00 （日本標準時）に放送。

## 概要
ナポレオンズと遠藤久美子が司会を務めていた番組。前番組『マリオスクール』から引き続き任天堂の一社提供で放送されていたため、マジックが主体の番組でありながらテレビゲームを紹介するコーナーもあった。

## 番組構成

### オープニングマジック
毎回ナポレオンズがテーマに沿ったマジックを披露していたコーナー。客席にいる子供を舞台に上げ、ナポレオンズが演じたマジックに挑戦してもらっていた。
番組後期には、後述の「マジックライブ」と同様のゲストマジシャンたちによるマジックショーがオープニングに放送されるようになった。

### マジック解説コーナー
ナポレオンズのボナ植木扮する「種明士教授」が、遠藤久美子扮する「お嬢さん」とナポレオンズのパルト小石扮する「ねこ」にマジックを教えていたコーナー。このコーナーで解説されたマジックはきわめて簡単なものばかりだった。
夏休みには、劇場版『ポケットモンスター』の宣伝も兼ねてピカチュウとセレビィが登場した。

### ゲーム情報コーナー
番組オリジナルキャラクターがテレビゲームの最新情報や裏技を紹介していたコーナー。

### マジックライブ
毎回さまざまなゲストマジシャンたちがマジックを披露していたコーナー。
ステージマジックやサロンマジックが多かったが、クロースアップマジックも行われていた。その際には、スタジオのセットがクロースアップマジック用になった（スタジオ中央にテーブルが置かれる、ベンチがテーブルを向いてセットされる等）。ショーの後には、その週のマジックに関するクイズが発表された。正解を送ると、抽選でゲームボーイアドバンスと専用ソフトが貰えた。ショーが始まる前に、先述のクイズ告知と小石らによるマジシャンの紹介があった。この紹介の中で、ゲストマジシャンは独自のあだ名を付けられた。

### さすらいのマジシャン
ゲーム情報コーナーとマジックライブの間に行われていたコーナー。ナポレオンズの弟子であるアレマー玉井がナポレオンズからの約束でラスベガスへ行くため、マジックを披露しながら日本中を練り歩くコーナー。放送第1回にて稚内市からスタートしていたが、このコーナーは第3回以降は見かけなくなった。

## ゲストマジシャン
テレビ放送ではあまり見かけないが、業界では凄腕と称されるマジシャンが多かった。
- ワザのスピード違反 カズ・タカヤマ
- マジック大使USA スティーブ・マーシャル（2回出演）
- マジック大魔神 ヒロ・サカイ（2回出演）
  - 小石から「ホラーを演じるマジシャン」と紹介され、このあだ名が付いた。その回の最初に演じたのは「首が落ちるマジック」。その後も番組でヒロ・サカイが紹介されるたびにこの映像が使われた。
- マジックメジャーリーガー 前田ともひろ
  - マジックキャッスルに最年少で出場したことから付けられたあだ名。「ともひろ」が平仮名なのは子供番組だからという。
  - 最終回間際に取ったアンケートの結果で、もう一度見たいマジシャン2位に選ばれた（1位はナポレオンズのスーパーイリュージョン）。
- デビッド・カッパーフィールド
  - 番組のステージには立ったが、きわめて低コストなマジックしかしなかった。
  - 収録現場への到着が遅れたためか、収録に参加していた子供達やその親が長時間待たされた。
- 世界チャンピオン セロ
  - お札を大量に出現させるマジックでは、客席の子供達がいっせいに落ちたお札を拾おうとステージに上がってしまう事態が起きた。
  - バラを使ったマジックで、最後に前にいた女の子に「バラの花は好きですか?」と聞いて渡そうとしたところ、「きら〜い」と言われてしまった。
- 不思議の森の花屋さん ゆみ（2回出演）
- 嵐を呼ぶ男 北見伸（2回出演）
- 命をふきこむ指先 マーカ・テンドー
- ウルトラマジシャン ふじいあきら
  - ウルトラマンの人形が空中浮遊するふじいの代表的マジックから付けられた模様。
- ユージョン・ファクトリー
- 深井洋正&キミカ
- 瞳ナナ
- 高尾晃市
  - 番組では「イケメンマジシャン」と紹介されていた。
- シンコー&トモコ
- ミラクル・クロースアップ ゆうきとも
- 風見しんご
- 山上兄弟
- 藤山すみれ

## 補足情報
- 日本橋茅場町にあるマジックショップ「マジックランド」には、番組すべてを録画したテープがあるらしい[要出典]。
- 最終回で放送を再開するとナポレオンズが発言したが、未だ再開されないままである。

## 放送局
データはかつて存在していた番組公式サイトとテレビ情報誌からの参考。
| 放送対象地域   | 放送局             | 系列           | 放送日時           | 備考       |
| -------------- | ------------------ | -------------- | ------------------ | ---------- |
| 関東広域圏     | テレビ東京         | テレビ東京系列 | 木曜 18:30 - 19:00 | 製作局     |
| 北海道         | テレビ北海道       | テレビ東京系列 | 木曜 18:30 - 19:00 | 同時ネット |
| 愛知県         | テレビ愛知         | テレビ東京系列 | 木曜 18:30 - 19:00 | 同時ネット |
| 大阪府         | テレビ大阪         | テレビ東京系列 | 木曜 18:30 - 19:00 | 同時ネット |
| 岡山県・香川県 | テレビせとうち     | テレビ東京系列 | 木曜 18:30 - 19:00 | 同時ネット |
| 福岡県         | TVQ九州放送        | テレビ東京系列 | 木曜 18:30 - 19:00 | 同時ネット |
| 岐阜県         | 岐阜放送           | 独立UHF局      | 木曜 18:30 - 19:00 | 同時ネット |
| 新潟県         | テレビ新潟         | 日本テレビ系列 | 火曜 16:00 - 16:29 | 遅れネット |
| 長崎県         | 長崎国際テレビ     | 日本テレビ系列 | 日曜 07:30 - 08:00 | 遅れネット |
| 静岡県         | 静岡放送           | TBS系列        | 月曜 16:27 - 16:55 | 遅れネット |
| 鳥取県・島根県 | 山陰放送           | TBS系列        | 月曜 16:30 - 17:00 | 遅れネット |
| 岩手県         | 岩手めんこいテレビ | フジテレビ系列 | 金曜 16:55 - 17:25 | 遅れネット |
| 秋田県         | 秋田テレビ         | フジテレビ系列 | 金曜 16:25 - 16:55 | 遅れネット |
| 福島県         | 福島テレビ         | フジテレビ系列 | 木曜 15:30 - 16:00 | 遅れネット |
| 長野県         | 長野放送           | フジテレビ系列 | 水曜 16:00 - 16:30 | 遅れネット |
| 熊本県         | テレビ熊本         | フジテレビ系列 | 金曜 16:30 - 17:00 | 遅れネット |
| 青森県         | 青森朝日放送       | テレビ朝日系列 | 木曜 16:00 - 16:30 | 遅れネット |
| 宮城県         | 東日本放送         | テレビ朝日系列 | 水曜 16:00 - 16:30 | 遅れネット |
| 石川県         | 北陸朝日放送       | テレビ朝日系列 | 金曜 15:55 - 16:25 | 遅れネット |
| 広島県         | 広島ホームテレビ   | テレビ朝日系列 | 月曜 16:54 - 17:24 | 遅れネット |
| 鹿児島県       | 鹿児島放送         | テレビ朝日系列 | 月曜 16:00 - 16:30 | 遅れネット |
| 沖縄県         | 琉球朝日放送       | テレビ朝日系列 | 土曜 16:30 - 17:00 | 遅れネット |